# Aeroportul Internațional Kalamata
Aeroportul Internațional Kalamata (IATA: KLX, ICAO: LGKL) este un aeroport din Municipality of Kalamata⁠(d), Messenia Regional Unit⁠(d), Peloponez⁠(d), Peloponez, Grecia de Vest și Insulele Ionice⁠(d), Grecia ce deservește zona Kalamata. Aeroportul a fost tranzitat în 2022 de 354.546 de pasageri. A fost deschis în 1959 și numit după zona deservită.
Situat la o altitudine de 8 m, aeroportul dispune de 1 pistă. Este operat de Hellenic Civil Aviation Authority⁠(d).

## Infrastructură

### Piste
Aeroportul dispune de o singură pistă. Pista are orientarea 17R/35L.